# مداخله ایالات متحده آمریکا در تغییر رژیم سایر کشورها
مداخله‌های ایالات متحده آمریکا در تغییر رژیم سایر کشورها شامل تلاش‌های علنی و مخفیانه با هدف تغییر، جایگزینی یا حفظ دولت‌های خارجی می‌شود. در نیمه دوم قرن نوزدهم میلادی، دولت ایالات متحده آمریکا تلاش‌هایش را برای تغییر در کشورهای آمریکای لاتین و جنوب غربی اقیانوسیه آغاز نمود که جنگ آمریکا و مکزیک، جنگ آمریکا و اسپانیا و جنگ فیلیپین و آمریکا در همین راستا بوده‌است. در آغاز قرن بیستم میلادی، آمریکا توانسته بود در کشورهای بسیاری نظیر پاناما، هندوراس، نیکاراگوئه، مکزیک، هائیتی و جمهوری دومینیکن دولت‌های دوست و حامی خود را مستقر کرده یا شکل دهد.
بعد از جنگ جهانی دوم، آمریکا حوزه جغرافیایی تلاش‌هایش را برای تغییر رژیم به شدت توسعه داد و وارد رقابت با اتحاد جماهیر شوروی سوسیالیستی برای به دست گرفتن رهبری جهان و پیروزی در جنگ سرد شد. از مهم‌ترین عملیات‌های این دوره می‌توان به کودتای ۲۸ مرداد با هدف ایران، عملیات خلیج خوک‌ها با هدف کوبا، کشتار ضدکمونیستی اندونزی در دهه ۱۹۶۰ و پشتیبانی از جنگ کثیف در آرژانتین، علاوه بر فعالیت‌ها در مناطق سنتی عملیات‌های آمریکا (یعنی کارائیب و آمریکای مرکزی) اشاره کرد. علاوه بر این، آمریکا در انتخابات‌های بسیاری از کشورهای دیگر مداخله کرده‌است. برای نمونه می‌توان به مداخله در انتخابات ژاپن در دهه‌های ۱۹۵۰ و ۱۹۶۰ برای حفظ حزب مورد نظر خود در قدرت به وسیله کمک‌های مالی مخفیانه، در فیلیپین برای پیشبرد کمپین ریاست جمهوری رامون مگسیسی در سال ۱۹۵۳ و در لبنان برای کمک به احزاب مسیحی در سال ۱۹۵۷ به کمک مداخلات مالی مخفیانه اشاره کرد. آمریکا در بین سال‌های ۱۹۴۶ تا ۲۰۰۰ حداقل ۸۱ عملیات مخفی یا علنیِ دانسته شده برای مداخله در انتخابات سایر کشورها انجام داده‌است.
بعد از جنگ جهانی دوم، آمریکا در سال ۱۹۴۵ منشور ملل متحد را به عنوان قانون کلیدی حاکم بر روابط بین‌الملل امضا کرد که از لحاظ قانونی این کشور را ملزم به رعایت مفاد منشور می‌کرد. به‌خصوص، ماده ۲ این منشور که استفاده از زور یا تهدید را در روابط بین‌الملل محدود به مواردی بسیار خاص می‌نمود. بنابراین، این بند هرگونه تلاش حقوقی برای توجیه تغییر رژیم در کشوری خارجی را دشوار می‌کند.
پس از فروپاشی شوروی، آمریکا جنگ‌هایی را برای تعیین دولت تعدادی از کشورها رهبری یا حمایت کرده‌است. انگیزه مطرح‌شده از سوی آمریکا برای این مداخلات، مواردی نظیر جنگ با تروریسم (نظیر جنگ افغانستان و یا براندازی دولت‌های دیکتاتوری (نظیر جنگ عراق یا مداخله نظامی در لیبی (۲۰۱۱)) بوده‌است.

## دوران جنگ سرد

### سال ۱۹۵۳: ایران
کودتای ۲۸ مرداد به براندازی دولت وقت ایران، محمد مصدق در ۲۸ مرداد ۱۳۳۲ توسط سازمان‌های اطلاعاتی ایالات متحده آمریکا (تحت نام پروژه "TPAJAX") و بریتانیا (تحت نام عملیات "Boot") اشاره دارد. این کودتا موجب تغییر رفتار حکومت پادشاهی ایران و محمدرضا شاه از یک پادشاهی مشروطه به یک رژیم اقتدارگرا تا سقوط آن در انقلاب ۱۳۵۷ منجر گردید.

## دوران پس از جنگ سرد

### سال ۲۰۰۵: ایران
یه گفته منابع اطلاعاتی آمریکایی و پاکستانی، در سال ۲۰۰۵ دولت آمریکا به‌طور مخفیانه شروع به آموزش و ترغیب یک گروه مسلح بلوچ اهل پاکستان به نام جندالله نمود که مسئول انجام تعدادی حمله و شبیخون مسلحانه و کشتار درون ایران است. به گفته ولی نصر، این گروه با القاعده ارتباط و در زمینه قاچاق مواد مخدر فعالیت داشته‌است. منابع اطلاعاتی غربی بعدها ادعا کردند که پشتیبانی جندالله در واقع توسط موساد و به صورت یک عملیات پرچم دروغین انجام گرفته بوده تا وابستگی جندالله را به جای اسرائیل به آمریکا نشان دهد.

### سال‌های ۲۰۰۶-۲۰۰۷: سرزمین‌های فلسطینی

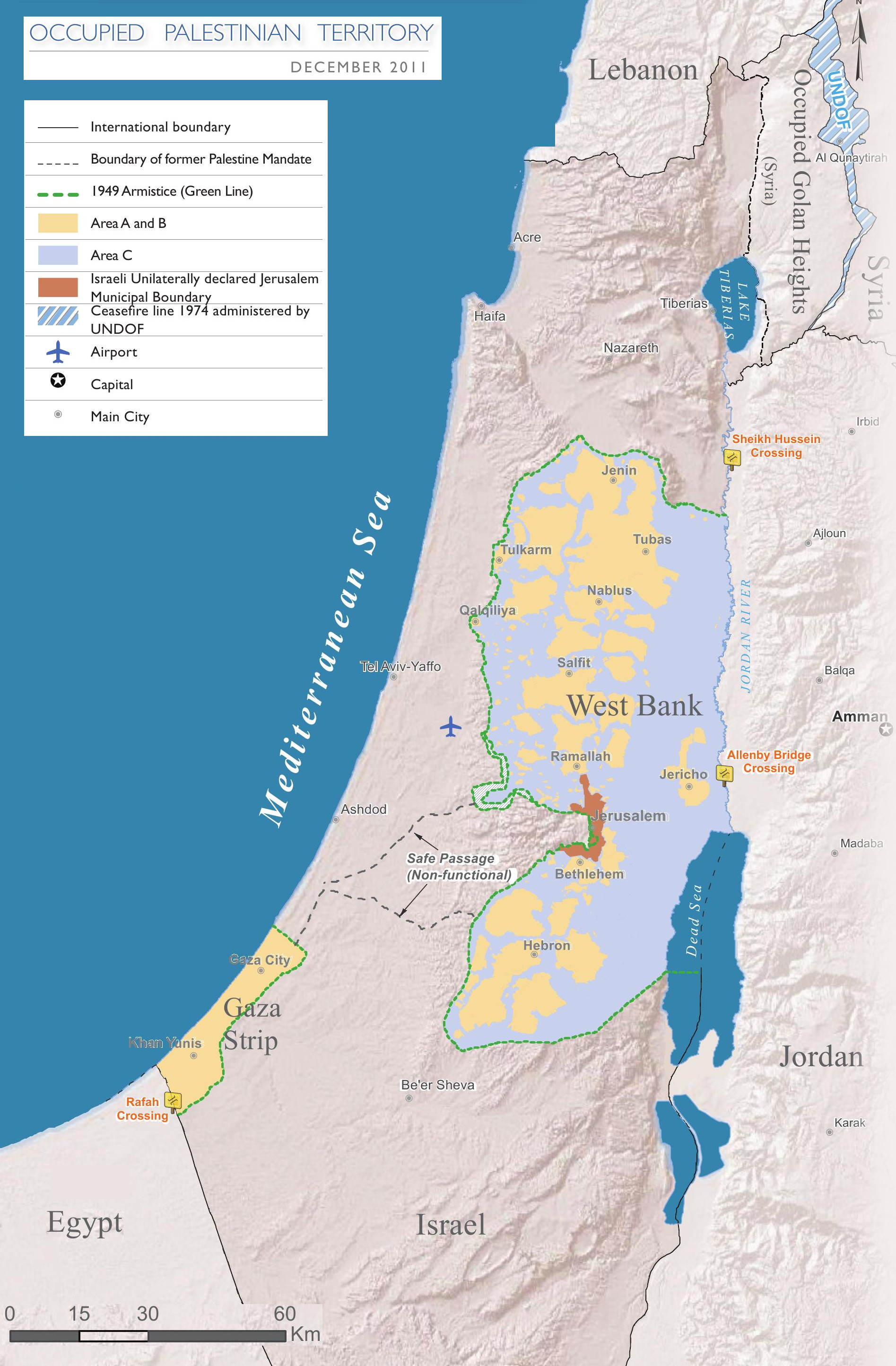
سرزمین‌های فلسطینی اشغال‌شده

دولت آمریکا، سازمان فتح در فلسطین را برای ساقط کردن دولت اسماعیل هنیه تحت فشار قرار داد؛ چرا که دولت بوش از دولت انتخابی اکثریت مردم فلسطین در انتخابات مجلس فلسطین (۲۰۰۶) راضی نبود. دولت آمریکا یک برنامه آموزش و تسلیح نظامی را با هزینه رسمی ده‌ها میلیون دلار با تصویب در کنگره ایالات متحده آمریکا ایجاد کرد که همانند ماجرای مک‌فارلین دارای منابع مخفی تأمین هزینه برای به راه انداختن نبردی خونین علیه دولت اسماعیل هنیه بود. این جنگ بسیار خشن بود و منجر به تعداد زیادی آدم‌ربایی، شکنجه و تلفات غیرنظامی انجام شده توسط سازمان فتح علیه حماس، در مواردی در مقابل چشمان خانواده آن‌ها و آتش زدن یک دانشگاه در غزه گردید. تلاش‌های دولت عربستان سعودی برای توافق صلح بین دو طرف با فشار دولت آمریکا روی فتح برای رد کردن این توافق و تلاش برای ساقط نمودن دولت هنیه روبه‌رو شد. در نهایت دولت هنیه مجبور به عقب‌نشینی از حاکمیتش روی تمامی سرزمین‌های فلسطینی شد. حماس به نوار غزه و فتح به کرانه باختری رود اردن عقب‌نشینی کرد.

## مداخله‌های سری
در دوره‌ی جدید، آمریکا تلاش‌های سرّی متعددی برای تغییر رژیم در کشورهای گوناگون داشته‌است. به‌خصوص، در دوره جنگ سرد، آمریکا با پشتیبانی از کودتاهای مسلحانه اقدام به سرنگونی دولت‌های دموکراتیک انتخاب‌شده توسط مردم در سوریه (سال ۱۹۴۹)، ایران (سال ۱۹۵۳)، گواتمالا (سال ۱۹۵۴)، برزیل (سال ۱۹۶۴) و شیلی (سال ۱۹۷۳) نموده است.

## مقاله‌های مرتبط
- عملیات‌های عمده برون‌مرزی ارتش آمریکا